# 数研出版
数研出版株式会社（すうけんしゅっぱん）は、教科書（教科用図書）や参考書、問題集の発行を中心とした出版社である。教育機関を対象とする文部科学省検定済教科書、教科書傍用問題集、参考書、受験用問題集や一般書のほか、ソフトウェアなどを発行する。

## 沿革
（同社のホームページを参照）
- 1923年 - 京都に「数学研究社高等予備校」創設。
- 1926年 - 「チャート式代数学」「チャート式幾何学」（星野華水著）発行。
- 1947年 - 株式会社に改組。社名を「数研出版株式会社」とする。
- 1948年 - 数学の検定教科書を発行。
- 1954年 - 本社を東京に移転。
- 1959年 - 理科のチャート式新シリーズを発行。
- 1960年 - 理科の検定教科書を発行。
- 1996年 - 学校向けのソフトウェア「Studyaid D.B.」シリーズを発行。
- 2003年 - 情報の検定教科書を発行。環境マネジメントシステム「ISO14001」を取得。
- 2005年 - 品質マネジメントシステム「ISO9001」を取得。
- 2006年 - 国語の検定教科書を発行。
- 2011年 - 中学数学の検定教科書を発行。山川出版社とコラボレーションした「もう一度読む数研の高校数学」「同 化学」を発行。
- 2013年 - 「チャート式幾何学」復刻版を発行
- 2015年 - 子会社「知研出版株式会社」と合併、東京都北千住に関東支社を設立、関西本社を移転。
- 2016年 - 検定中の教科書を教員に見せた上、謝礼を払ったことが発覚、コンプライアンス本部を設置。
- 2021年 - 図書印刷から学校図書の株式を買収し子会社化[2]。

## 教科書
- 文部科学省検定済教科書の発行者番号は104[3]。
- 高等学校向け検定教科書を6教科（数学、理科、英語、公民、国語、情報）発行している[4]。
- 2015年度高校教科書採択冊数は4,957,611冊で発行38社中第2位（シェア15.9%）だった。
  - 数学は、数学I、数学II、数学III、数学A、数学Bが全国中で採択されており、発行者別の数学教科書のシェアは第1位である。
  - 理科(物理、化学、生物、地学)は高いシェアを占める（発行者別のシェアは、物理は第1位、化学は第2位、生物は第1位）。
  - 英語は、コミュニケーション英語I、同II、同III、英語表現I、同IIの検定教科書を発行しており、発行者別のシェアは第3位である。英語教科書のシリーズ名には「BLUEMARBLE」[注釈 1]「BIG DIPPER」[注釈 2]「COMET」[注釈 3]と星にまつわる名前を取り入れている。
- 2011年、新規参入で中学数学の検定教科書を発行した。
  - 2016年中学校数学教科書採択冊数では195,874冊で発行7社中第5位（シェア5.5%）だった。

## 不祥事
2009年、中学数学の書籍作成のため著作・編集者、教員から意見を聞き、現金2万円から5万円と、3千円分から5千円分の図書カードを配布、教員に中元や歳暮も贈与した。また、2014年には複数の教員を公民館や貸会議室、ホテルに召集し、中学数学の教科書を拝見した。このうち少なくとも教員1人に謝礼として数千円分の図書カードを贈与した。

## 主な出版物
- 参考書は1926年に初版を発行した「チャート式」シリーズが同社の看板商品となる。「チャート式」は2005年1月現在、高校1年生向けの書籍で累計1744万部が発行される。
  - 『チャート式』　(赤チャート)
  - 『チャート式 基礎からの』（青チャート）
  - 『チャート式 解法と演習』（黄チャート）
  - 『チャート式 基礎と演習』（白チャート）
  - 『チャート式センター試験対策数学ⅠA＋ⅡB 』（緑チャート）
  - 『チャート式 体系数学』（中高一貫校向け数学）
  - 『チャート式新シリーズ』（世界史，日本史，倫理，物理，化学，生物）
  - 『チャート式シリーズ 基礎からの新総合英語』
  - 『チャート式シリーズ 基礎からの新々総合英語』
  - 『チャート式シリーズ DUALSCOPE総合英語』
- 主な教科書傍用問題集・受験用問題集
  - 『オリジナル』（数学）
  - 『4STEP』（数学）
  - 『サクシード』(数学)
  - 『スタンダード』（数学）
  - 『クリアー』（数学）
  - 『4プロセス』 (数学)
  - 『メジアン』（数学）(I･II･A･Bの受験編のみ)
  - 『シニア』（数学） (Ⅰ･II･A･Bの受験編のみ)
  - 『ベーシックスタイル』（数学）(受験編のみ)
  - 『3TRIAL』 (数学)
  - 『ニュースタンダード･ニューステージ』（数学）(センター試験対策)
  - 『リードα』（物理，化学，生物，地学）
  - 『リードLight・リードLightノート』（物理，化学，生物，地学）
  - 『重要問題集』（数学,物理,化学,生物）
  - 『入試問題集』（数学,物理,化学）
  - 『チェック＆演習』(物基,化基,生基,地基,物理,化学,生物,地歴公民、センター試験対策)
- 検定外教科書
  - 『考える力がどんどん身につく 学ぼう！算数』：小学校向け
  - 『6ヵ年教育をサポートする 体系数学』：中高一貫校向け
  - 『精説高校数学』：高等学校向け
- 図説・資料集
  - 『フォトサイエンス物理図録』
  - 『フォトサイエンス化学図録』
  - 『フォトサイエンス生物図録』
  - 『フォトサイエンス地学図録』
  - 『クリアカラー国語便覧』
  - 『プレミアムカラー国語便覧』[7]
- その他副教材
  - 『体系古典文法』
  - 『ゼミノート』シリーズ（化学基礎,生物基礎）
  - 『必携英単語LEAP』竹岡広信（2018年）
  - 『必携英語表現集』竹岡広信 （2015年）
  - 『入試必携英作文Write to the Point』竹岡広信
  - 『5ステージ英文法完成』木村達哉
  - 『UPGRADE英文法語法問題』霜康司、刀祢雅彦、麻生裕美子 共著
- 一般書
  - 『作って試して納得数学 - 発見的高校数学入門 第1集』秋山仁
  - 『作って試して納得数学 - 発見的高校数学入門 第2集』秋山仁
  - 『名作から学ぶ奇想天外数学的発想法』秋山仁
  - 『2時間即決環境問題』本間善夫
  - 『ふしぎな数のおはなし』芳沢光雄（2002年）
  - 『大人のための「情報」教科書』坂村健『（2003年）
  - 『原子力のことがわかる本』舘野淳（2003年）
  - 『子どもの学力を回復する 算数 自学自習への道』岡部恒治、西村和雄  共著（2005年）
  - 『ココロにのこる科学のおはなし』丸山茂徳（2006年）
  - 『おりがみで算数トレーニング』加藤渾一（2008年）
  - 『数学入試問題がすらすら読める 東京大学編』鍵本聡（2008年）
  - 『もう一度読む 数研の高校数学』岡部恒治、数研出版編集部（2011年）
  - 『もう一度読む 数研の高校化学』小林正光、野村祐次郎、数研出版編集部（2011年）
  - 『もう一度読む 数研の高校物理』数研出版編集部（2012年）
  - 『もう一度読む 数研の高校生物』嶋田正和、数研出版編集部（2012年）
  - 『もう一度読む 数研の高校地学』数研出版編集部（2014年）
  - 『チャート式幾何学 復刻版』星野華水（2013年）
  - 『チャート式代数学 復刻版』星野華水（2014年）
- 未復刻
  - 『チャート式解析1』星野華水・橋本純次（1953年）
  - 『チャート式解析2』橋本純次（1955年）

## 関連会社
- 学校図書株式会社
- 株式会社チャート研究所 - 数学参考書、英語参考書を出版
- 数研図書株式会社 - 同社の教科書ガイドブックを出版
- ビーエス書籍管理株式会社 - 同社の書籍やソフト商品の物流を扱う